# Młodzieżowe Indywidualne Mistrzostwa Szwecji na Żużlu 1972
Młodzieżowe Indywidualne Mistrzostwa Szwecji na Żużlu 1972 – cykl turniejów żużlowych, mających wyłonić najlepszych szwedzkich żużlowców w kategorii do 21 lat, w sezonie 1972. Tytuł wywalczył Tomas Pettersson. 

## Finał
- Eskilstuna, 14 września 1972

| Msc. | Zawodnik         | Klub        | Pkt |  |  |
| ---- | ---------------- | ----------- | --- |  |  |
| 1    | Tomas Pettersson | Vargarna    | 15  |  |  |
| 2    | Stefan Johansson | Njudungarna | 14  |  |  |
| 3    | Jan Nilsson      | Eldarna     | 11  |  |  |
| 4    | Ulf Brander      | Gamarna     | 10  |  |  |
| 5    | Jan Johansson    | Skepparna   | 9   |  |  |
| 6    | Peter Smith      | Vargarna    | 8   |  |  |
| 7    | Eddie Davidsson  | Valsarna    | 8   |  |  |
| 8    | Tommy Olsson     | Ornarna     | 8   |  |  |
| 9    | Peter Carlsson   | Filbyterna  | 7   |  |  |
| 10   | Tom Blomqvist    | Smederna    | 6   |  |  |
| 11   | Stefan Hjort     | Kaparna     | 6   |  |  |
| 12   | Richard Hellsén  | Stärnorna   | 6   |  |  |
| 13   | Björn Persson    | Dackarna    | 3   |  |  |
| 14   | Kent Pettersson  | Stjärnorna  | 3   |  |  |
| 15   | Roger Björkman   | Masarna     | 2   |  |  |
| 16   | Hans Andersson   | Vargarna    | 2   |  |  |
| 17   | Johan Wallgren   | Stjärnorna  | 1   |  |  |
| 18   | Göran Hedberg    | Ornarna     | 0   |  |  |